# Polypedates iskandari
Polypedates iskandari é uma espécie de anfíbio gimnofiono da família Rhacophoridae. Está presente na Indonésia. A UICN classificou-a como em perigo de extinção.